# Tall Ḩaddād
Tall Ḩaddād (arabiska: تل حداد) är en kulle i Syrien.   Den ligger i provinsen al-Hasakah, i den nordöstra delen av landet, 600 km nordost om huvudstaden Damaskus. Toppen på Tall Ḩaddād ligger 392 meter över havet, och 14 meter över den omgivande terrängen. Bredden vid basen är 0,76 km.
Terrängen runt Tall Ḩaddād är platt. Runt Tall Ḩaddād är det ganska tätbefolkat, med 179 invånare per kvadratkilometer.. 
Omgivningarna runt Tall Ḩaddād är i huvudsak ett öppet busklandskap. och Medelhavsklimat råder i trakten. Årsmedeltemperaturen i området är 21 °C. Den varmaste månaden är juli, då medeltemperaturen är 34 °C, och den kallaste är januari, med 6 °C. Genomsnittlig årsnederbörd är 462 millimeter. Den regnigaste månaden är januari, med i genomsnitt 93 mm nederbörd, och den torraste är augusti, med 1 mm nederbörd.